# Alistair Brammer
Alistair Daniel Brammer (Exmouth, 12 novembre 1988) è un attore e cantante inglese, noto soprattutto come interprete di musical nel West End londinese.

## Biografia
Ha studiato matematica all'Exeter College di Oxford. Nel 2008/2009 lavora nel tour del Regno Unito del musical Joseph and the Amazing Technicolor Dreamcoat di Andrew Lloyd Webber, dove interpreta Zebulon ed è primo sostituto per il ruolo del protagonista. Nel 2009 entra a far parte del cast della produzione londinese di Les Misérables, dove interpreta Marius Pontmercy per circa diciotto mesi; nell'ottobre 2010, Brammer prende parte al concerto per il venticinquesimo anniversario del musical, nel ruolo di Jean Prouvaire. Interpreta nuovamente il ruolo di Jean Prouvaire nell'adattamento cinematografico ad opera di Tom Hooper nel 2012. Nello stesso periodo interpreta Walter nel tour europeo di Hair, per poi recitare nel ruolo di Billy nel revival di Taboo a Londra (2012) ed interpretare Billy Narracott ed Albert nella produzione del National Theatre di War Horse.
Dal marzo 2014 interpreta Chris nel revival di Miss Saigon in scena al Prince Edward Theatre di Londra. Nell'aprile 2015 interpreta il giovane Ben nel concerto di Follies alla Royal Albert Hall. Nel 2016 interpreta Enjolras in Les Misérables a Dubai e nel 2017 debutta a Broadway con Miss Saigon. Nel 2019 è tornato a recitate nel West End londinese nel musical Wicked, interpretando il protagonista maschile Fiyero fino al 2022.
Brammer è sposato con Rachel Forde dal 2016 e la coppia ha avuto due figli.

## Filmografia

### Cinema
- Les Misérables, regia di Tom Hooper (2012)
- Un viaggio indimenticabile (Head Full of Honey), regia di Til Schweiger (2018)
- Medieval, regia di Petr Jákl (2022)
- The Watchers - Loro ti guardano (The Watchers), regia di Ishana Night Shyamalan (2024)

### Televisione
- Episodes – serie TV, episodio 4x09 (2015)
- Casualty – serie TV, 18 episodi (2015-2016)
- Vicious – serie TV, episodio 2x07 (2016)
- L'ispettore Dalgliesh (Dalgliesh) – serie TV, 6 episodi (2023-2024)
- House of the Dragon – serie TV, episodio 2x05-2x07 (2024)

## Doppiatori italiani
Nelle versioni in italiano delle opere in cui ha recitato, Alistair Brammer è stato doppiato da:
- Marco Vivio in L'ispettore Dalgliesh
- Luigi Morville in Les Misérables
- Gabriele Tacchi in Medieval